# Pandemia de COVID-19 en Corea del Sur
El primer caso confirmado de la pandemia de COVID-19 en Corea del Sur se registró el 8 de enero de 2020 y la persona fue aislada. El 20 de enero las autoridades confirmaron que una mujer de nacionalidad china que había viajado a la ciudad de Wuhan era el primer caso positivo para la enfermedad en el país. Ese mismo día un experto del gobierno chino confirmó que la enfermedad se contagia de humano-a-humano.
El 19 de febrero, el número de casos confirmados aumentó en 20 y el 20 de febrero en 58 o 70, dando un total de 346 casos confirmados el 21 de febrero de 2020, según los Centros para el Control y la Prevención de Enfermedades de Corea (KCDC), con el salto repentino atribuido principalmente al «Paciente 31» que participó en una reunión en una Iglesia Shincheonji de Jesús, el Templo del Tabernáculo de la iglesia Testimonio en Daegu.
El 7 de marzo, ya se elevan a 6767 los contagiados y a 44 muertos por coronavirus en el país de Corea del Sur.
A partir del 11 de marzo de 2020, Corea del Sur tiene alrededor de 7800 casos y 61 muertes, con más de 200 000 personas sometidas a pruebas, una tasa de letalidad de 0.8%, que es menor que la tasa de letalidad global de la OMS de 3.4%. En comparación, la tasa de mortalidad en China es de 3.8%, Japón es de 1.5%, Suiza es de 0.5% e Italia es de 6.3%.
A partir del 12 de marzo, entre las naciones con al menos un millón de ciudadanos, Corea del Sur tiene la segunda tasa per cápita más alta del mundo de casos positivos de coronavirus con 153,5 casos por millón de personas, solo por detrás de Italia.
En medio del temor a una mayor contaminación, se cancelaron las reuniones masivas en las ciudades afectadas y unos cientos de soldados en Daegu están aislados. Corea del Sur tiene actualmente el cuarto conteo de infecciones confirmadas más alto del mundo, superado por China, Italia e Irán. A partir del 4 de febrero, Corea del Sur niega la entrada a extranjeros que viajan desde la provincia de Hubei para ayudar a prevenir la propagación de COVID-19.

## Cronograma
El 20 de enero, el primer caso confirmado fue identificado como una mujer china de 35 años. El primer ciudadano surcoreano infectado ocurrió tres días después, era un hombre de 55 años que trabajaba en Wuhan y regresó para un chequeo con síntomas de gripe. Los dos informes de infección se publicaron el 24 de enero.
El 26 de enero, un tercer caso como un hombre surcoreano de 54 años. Había usado un auto alquilado y visitó tres restaurantes, un hotel, una tienda de conveniencia y conoció a su familia antes de ingresar al hospital. Todos estos lugares fueron desinfectados.
El 27 de enero, un cuarto caso fue reportado como un hombre surcoreano de 55 años que regresó de Wuhan el 20 de enero. Primero experimentó síntomas de gripe el 21 de enero y sufrió más complicaciones cuatro días después, y finalmente se entregó. Ambos casos fueron contados en registros formales el 27 de enero.
El 1 de febrero, una actualización de los primeros cuatro pacientes indicó que los primeros tres pacientes mostraban síntomas más débiles y se recuperaban bien mientras que el cuarto paciente recibía tratamiento de neumonía. Circulaban rumores de que el cuarto paciente había muerto, lo que las autoridades sanitarias negaron.
El 30 de enero se notificaron otros dos casos confirmados, siendo el quinto paciente un hombre surcoreano de 32 años que regresó de su trabajo en Wuhan el 24 de enero. El sexto paciente fue el primer caso en Corea del Sur que nunca había visitado Wuhan. El hombre de 56 años contrajo el virus cuando visitó un restaurante con el tercer paciente.
El 31 de enero, un séptimo paciente fue reportado como un hombre surcoreano de 28 años que regresaba de Wuhan el 23 de enero. Desarrolló síntomas el 26 de enero y fue ingresado en el hospital el 28 de enero. El mismo día, cuatro pacientes más fueron admitidos en el registro cuando la octava paciente, una mujer surcoreana de 62 años, regresó de Wuhan. El noveno paciente atrapó el virus del quinto paciente a través del contacto directo, mientras que el décimo y el undécimo paciente fueron la esposa y el niño que se infectaron mientras visitaban al sexto paciente.
El 1 de febrero, un ciudadano chino de 49 años que trabajaba en Japón como guía turístico fue confirmado como el duodécimo paciente. Capturó el virus mientras visitaba a un paciente japonés en Japón y entró en Corea del Sur a través del Aeropuerto Internacional de Gimpo el 19 de enero. El KCDC confirmó tres casos adicionales el 2 de febrero, lo que eleva el total a quince.
Una mujer, que había regresado de Tailandia después de unas vacaciones de cinco días, resultó positiva y se confirmó como el decimosexto caso el 4 de febrero. El 5 de febrero se confirmaron otros tres casos, lo que elevó el número total de casos a 19. Los pacientes diecisiete y diecinueve habían asistido a una conferencia en Singapur y habían estado en contacto con un individuo infectado allí. El mismo día, el KCDC anunció que el segundo paciente había sido dado de alta del hospital después de haber resultado negativo en pruebas consecutivas, convirtiéndose en el primer paciente de coronavirus del país en recuperarse por completo.
El 18 de febrero, Corea del Sur confirmó su caso número 31 en Daegu, miembro de la organización religiosa Shincheonji . El paciente continuó asistiendo a reuniones de Shincheonji días después de mostrar síntomas, que generalmente se mantienen con personas muy cercanas e incluyen el contacto físico de los miembros. Muchos de los contactos cercanos del paciente resultarían infectados, lo que provocaría una escalada drástica de la propagación surcoreana de casos confirmados de infección por SARS-CoV-2 .
El 20 de febrero, las calles de Daegu estaban vacías en reacción al brote de Shincheonji. Un residente describió la reacción y declaró: «Es como si alguien hubiera arrojado una bomba en medio de la ciudad. Parece un apocalipsis zombie». La primera muerte fue reportada en una sala mental del Hospital Cheongdo Daenam en el Condado de Cheongdo . Según el alcalde de Daegu, el número de casos sospechosos al 21 de febrero era de 544 entre 4.400 seguidores examinados de la iglesia. Se sospechaba que el hospital era la fuente del brote actual después de que lo visitó una mujer que se convirtió en el segundo caso fatal de Corea del Sur ese día. Tras la investigación, se determinó que la infección se había extendido a ese hospital a través de una ceremonia fúnebre a la que asistieron miembros de la iglesia.
Hasta el 22 de febrero, entre 9336 seguidores de la iglesia, 1261 informaron síntomas. En ese momento, 169 casos confirmados involucraban a la misma iglesia y otros 111 provenían del Hospital Cheongdo Daenam. 23 de febrero vio otros 123 casos, de los cuales 75 eran de Shincheonji y el 24 de febrero vio 161 casos adicionales, siendo 129 del mismo grupo religioso. Más de 27 000 personas han sido analizadas para el virus con 19,127 resultados negativos.
El 24 de febrero, 15 países impusieron restricciones de viaje hacia y desde Corea del Sur. También se informó que un alto funcionario de salud que supervisaba los esfuerzos de COVID-19 en Daegu dio positivo y también fue miembro de Shincheonji. En unos pocos días, una petición al presidente de la nación que instaba a la disolución de la iglesia tenía más de 750 000 firmas. Su cuartel general en Gwacheon fue allanado por la policía y funcionarios del gobierno dijeron que los 245 000 miembros del grupo religioso serían encontrados y examinados.

### Impacto
Además de la ciudad de Daegu y la comunidad de la iglesia involucrada, la mayor parte de Corea del Sur está operando cerca de la normalidad, aunque se han cerrado nueve festivales planificados y se están cerrando los minoristas libres de impuestos. La agencia de personal militar de Corea del Sur hizo un anuncio de que el servicio militar obligatorio de Daegu se suspenderá temporalmente. La Oficina de Educación de Daegu decidió posponer el inicio de cada escuela en la región por una semana.
Numerosos institutos educativos han cerrado temporalmente, incluidas docenas de jardines de infancia en Daegu y varias escuelas primarias en Seúl . Hasta el 18 de febrero, la mayoría de las universidades de Corea del Sur habían anunciado planes para posponer el inicio del semestre de primavera. Esto incluyó 155 universidades que planean retrasar el inicio del semestre entre dos semanas y el 16 de marzo, y 22 universidades que planean retrasar el inicio del semestre entre una semana y el 9 de marzo. Además, el 23 de febrero de 2020, se anunció que todas las guarderías, escuelas primarias, escuelas intermedias y secundarias retrasarían el inicio del semestre del 2 de marzo al 9 de marzo.
Se pronostica que la economía de Corea del Sur crecerá 1.9%, que es inferior al 2.1%. El gobierno ha proporcionado 136.700 millones de wones para los gobiernos locales como apoyo. El gobierno también ha organizado la adquisición de máscaras y otros equipos de higiene.
Según los informes, la agencia de entretenimiento SM Entertainment donó quinientos millones de wones en esfuerzos para combatir la enfermedad.
En la industria de K-pop, la rápida propagación del coronavirus dentro de Corea del Sur ha llevado a la cancelación o aplazamiento de conciertos y otros eventos para actos de K-pop dentro y fuera de Corea del Sur, con situaciones de ejemplo que incluyen la cancelación de las fechas restantes de Asia y Europa tramo para la gira Ode To You de Seventeen 's el 9 de febrero de 2020 y la cancelación de todas las fechas de Seúl para el Tour del Mapa del Alma de BTS
En abril del 2020, fue grabada la tercera temporada del programa de variedades de Netflix, Busted!, que es conformada por Yoo Jae-suk, Lee Kwang-soo, Sehun, Park Min-young, Kim Jong-min, Kim Sejeong y Lee Seung-gi. La tercera temporada redujo sus episodios y el público para evitar un contagio entre el equipo de reparto y al público invitado.

### Restricciones de viaje
A partir del 12 de marzo, un total de 123 países y territorios han emitido prohibiciones de entrada y/o visas suspendidas para viajeros de Corea del Sur.

### Reacciones del gobierno

#### El número de inspecciones
La Casa Azul anunció el 28 de febrero el estado actual de las pruebas de coronavirus en Corea, comparando la situación de las pruebas en los Estados Unidos y Japón. El número de inspecciones fue 26 o 120 veces mayor que en otros países al 28 de febrero. El número acumulado de inspecciones fue de aproximadamente 53 000 por parte de Corea del Sur, mientras que Japón fue de aproximadamente 2000, y en los Estados Unidos Se examinaron alrededor de 440 casos.

#### Expresión incorrecta
El 20 de febrero, uno de los informes públicos del gobierno de Corea del Sur se tituló «El Comité de Ayuda Especial Pangubernamental está reunido para manejar el Coronavirus 19 en Daegu», que también se puede analizar como «reunido para manejar el Daegu Coronavirus 19». Luego de que surgieran preocupaciones sobre la posible discriminación, el gobierno se disculpó el 22 de febrero por usar expresiones engañosas y corrigió la expresión incorrecta.

### Análisis internacional
El 24 de febrero, los Centros para el Control y la Prevención de Enfermedades (CDC) de los Estados Unidos mejoraron el estado de Corea del Sur al nivel 3 (evite los viajes no esenciales debido a la transmisión comunitaria generalizada).
El 28 de febrero, Charles Schwab Corporation aconsejó a los empleados que habían viajado a China y Corea del Sur que se sometieran a cuarentena durante 14 días. Varias compañías como Amazon, Google, TD Bank Group, Bank of Nova Scotia, London Stock Exchange Group y Cargill, Inc. aplazaron todos los viajes no esenciales a las zonas afectadas por el brote.
A partir del 8 de marzo, el ejército estadounidense ha suspendido todos los viajes hacia y desde Corea del Sur para todo el personal militar y sus familias por la preocupación del virus.

#### Cobertura de pacientes de prueba
Business Insider analizó la diferencia de cobertura de pacientes con pruebas de pacientes para COVID-19, comparando los Estados Unidos con Corea del Sur. Por millón de ciudadanos, Corea del Sur evaluó 700 veces más que Estados Unidos. Fortune explicó que los esfuerzos de Corea del Sur para establecer varias instalaciones de detección de coronavirus «drive-thru» contribuyen a analizar miles de muestras por día.

## Vacunación
La vacunación contra la COVID-19 en Corea del Sur es la estrategia nacional de vacunación que está en curso desde el 26 de febrero de 2021 para inmunizar a la población contra la COVID-19 en el país, en el marco de un esfuerzo mundial para combatir la pandemia de COVID-19.